# هينريتش بونتينج

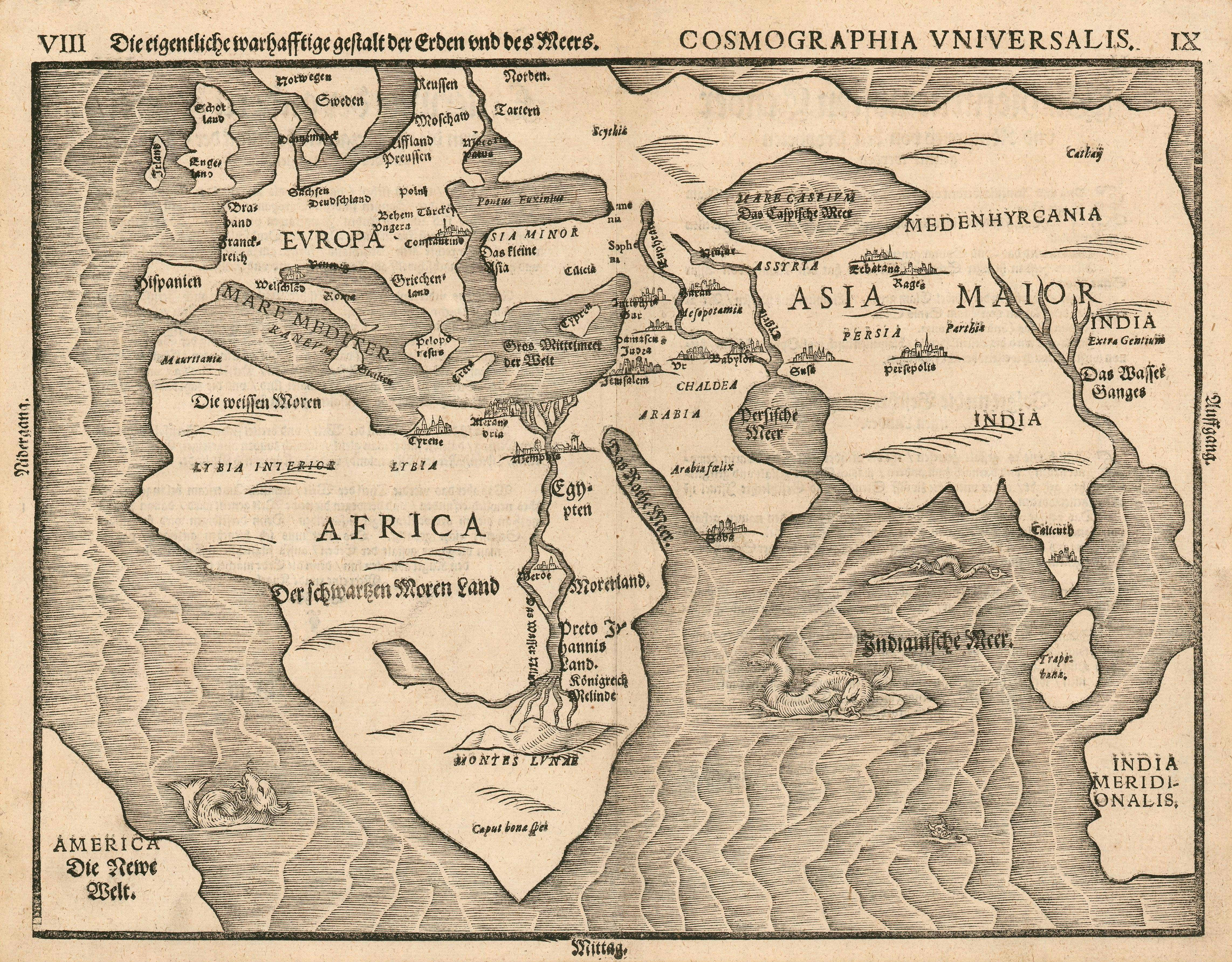
هينريتش بونتينج (1545-1606م)

هينريتش بونتينج (1545-1606م) هو قس بروتستانتي و لاهوتي. هو معروف بسبب كتابه الذي يحتوي على خرائط خشبية تسمى (Itinerarium Sacrae Scripturae) و التي تعني (كتاب السفر في الكتاب المقدس). نشرت الطبعة الأولى من هذا الكتاب عام 1581م.
الحياة
ولد بونتينج في هانوفر في ألمانيا عام 1545م. درس بونتينج علم اللاهوت في جامعة ويتنبرغ، و بعد تخرجه منها في عام1569م أصبح قسًّا بروتستانتيًا في ليمغو، لكنه طرد و نقل إلى جروناو. في 1591م عين بونتينج مشرفًا في جوسلار. بعدما حدث خلاف بخصوص ما يعلمه في عام 1600م، تم طرده كليًّا و تقاعد من الوزارة. قضى حياته بعد ذلك  دون عمل في هانوفر.
الخريطة الخشبية
نشرت مجموعة الخرائط الخشبية (Itinerarium Sacrae Scripturae) لأول مرة في ماجديبرج عام 1581م، إذ كانت ذائعة الصيت آنذاك. تمت إعادة طباعتها و ترجمتها عدة مرات. لكن الكتاب الأصلي احتوى على أكثر الملخصات المتعلقة بجغرافيا الكتاب المقدس اكتمالًا، و وصفت الأرض المقدسة عن طريق تتبع رحلات عدة أشخاص بارزين في العهدين القديم و الجديد.  بالإضافة للخرائط التقليدية، احتوى الكتاب أيضًا على ثلاث خرائط مجازية، فتصميم ورقة البرسيم مثل العالم، و المعتقد أن الوسط يرمز للثالوث والقدس، و المرأة ذات التاج و العباءة ترمز أوروبا، وأخيرًا الحصان المجنح بيغاسوس يرمز لآسيا.